# Karl Friedrich Alexander
Karl Friedrich Alexander (* 1. Mai 1925 in Berlin; † 10. Mai 2017) war ein deutscher Atomphysiker. Der Nationalpreisträger der DDR war von 1959 bis 1990 Hochschullehrer an den Universitäten in Dresden und Leipzig.

## Leben
Nach dem Abitur machte der Sohn eines Rechtsanwalts Karl Friedrich Alexander 1942 ein Praktikum bei der Firma Siemens & Halske. Danach wurde er zum Reichsarbeitsdienst und anschließend zum Wehrdienst eingezogen und im Zweiten Weltkrieg als Funker eingesetzt. Im August 1944 geriet er in französische Kriegsgefangenschaft. Nach dem Ende des Krieges kehrte er nach Deutschland zurück und studierte ab 1946 Physik in Berlin. 1947 trat Alexander in die Sozialistische Einheitspartei Deutschlands (SED) ein und setzte sein Studium in Göttingen fort, wo er Mitglied der Kommunistischen Partei Deutschlands (KPD) war. 1951 legte er am Max-Planck-Institut für Physik sein Diplom ab und siedelte danach in die Deutsche Demokratische Republik (DDR) über.
1954 wurde Alexander an der Humboldt-Universität Berlin promoviert. Ab 1955 war er am Aufbau des Zentrums für Kernforschung (ZfK) in Rossendorf bei Dresden beteiligt. 1955/56 nahm er an einem Reaktorlehrgang im Institut für Atomenergie an der Akademie der Wissenschaften der UdSSR teil. 1959 wurde er Professor an der Technischen Universität Dresden, leitete anschließend den Bereich Reaktortechnik und Neutronenphysik im ZfK und war 1961 bis 1965 zusätzlich Professor mit Lehrauftrag für Kernphysik an der Karl-Marx-Universität Leipzig. Von 1966 bis 1969 war Alexander stellvertretender Labordirektor im Kernforschungszentrum in Dubna in der Sowjetunion. Von 1970 bis 1988 war er Direktor des Zentralinstituts für Elektronenphysik der Akademie der Wissenschaften der DDR. Von 1973 bis 1992 war er ordentliches Mitglied der Akademie der Wissenschaften der DDR.
Von 1970 bis 1980 war Alexander Mitglied der Redaktion der sowjetischen Zeitschrift „Physik der Elementarteilchen und der Atomkerne“. Von 1981 bis 1990 war er Mitglied, ab 1984 Sekretär der International Commission on Plasma Physics der International Union of Pure and Applied Physics (IUPAP). Von 1986 bis 1989 war Alexander Mitglied des Editorial Board der Zeitschrift „European Journal of Physics“. Daneben veröffentlichte Alexander zahlreiche Werke zu den Themen Kern- und Plasmaphysik und zur Thermodiffusion. Er hat mehr als 80 wissenschaftliche Publikationen in Fachzeitschriften und Sammelwerken publiziert. Für die Arbeiten zur Plasma-Wand-Wechselwirkung erhielt Alexander 1986 den Nationalpreis II. Klasse für Wissenschaft und Technik der DDR. Mit Erreichen der Altersgrenze beendete er 1990 seine Universitätslaufbahn. Nach Auflösung der Akademie der Wissenschaften der DDR gehörte Alexander zu den Gründungsmitgliedern der Leibniz-Sozietät. Er starb am 10. Mai 2017 im Alter von 92 Jahren.